# Вибухи в Севастополі
Вибухи в Севастополі почалися 20 серпня 2022 року в Севастополі в тимчасово окупованому Росією Криму під час російського вторгнення в Україну.

## Перебіг подій

### 2022
20 серпня над штабом Чорноморського флоту РФ пролунав вибух, окупаційна влада заявила про збитий безпілотник.
21 серпня зранку в Севастополі, знову лунали вибухи, тимчасова окупаційна влада стверджувала, що це робота ППО.
22 серпня в Севастополі прогриміли вибухи, окупаційна влада заявила про збитий безпілотник.
23 серпня в місті пролунало кілька вибухів, біля міста спрацювала система ППО, а губернатор від тимчасової окупаційної влади РФ Михайло Развожаєв заявив, що над морем було збито безпілотник.
28 серпня при запуску Росією ракет, одна ракета Онікс впала в район мису Фіолент.
22 вересня в районі Солдатського пляжу в Козачій бухті пролунав вибух. Російські окупанти заявили, що районі пляжу було виявлено водоплавний безпілотний апарат, який вони знищили.
29 жовтня відбулася масштабна атака безпілотних надводних апаратів на кораблі в місті.
22 листопада в місті лунали вибухи, рух морського транспорту в місті було зупинено.
10 грудня в місті пролунали потужні вибухи.

### 2023
15 січня в місті пролунала серія вибухів.
2 лютого в місті сталася велика пожежа, де загинуло шестеро людей, принаймні двох було госпіталізовано, це сталося в будівельних будиночках, загинули будівельники траси «Таврида».
22 березня в Севастополі пролунала серія гучних вибухів, після чого зникла електрика в районі Південної бухти.
18 квітня пообідні на півночі міста пролунав потужний вибух.
20 квітня в місті також лунали вибухи, за даними тимчасового окупаційного «мера» Михайла Развожаєва, це було відпрацюванням заходів в протипідводно-диверсійного забезпечення.
26 квітня прозвучав вибух у районі Північної сторони.
29 квітня в місті спалахнула пожежа на нафтобазі, окупаційна російська влада заявила про влучання безпілотника.
13 вересня внаслідок ракетного удару по Севастопольському морському заводу було знищено великий десантний корабель «Мінськ» та підводний човен «Ростов-на-Дону», що перебували у сухому доку.
22 вересня приблизно о 12:00 ракетним ударом було вражено штаб Чорноморського Флоту.